# Festa do Divino Pai Eterno
Festa do Divino Pai Eterno, também conhecida como Festa de Trindade, é um evento cultural que acontece anualmente em Trindade, Goiás. Trata-se de uma celebração religiosa tradicional que transcorre por nove dias, da última sexta-feira de junho ao primeiro domingo de julho, atraindo católicos de todo o país ao município. A festa é registro de um catolicismo popular, marcado pela romaria, sendo a maior peregrinação da Região Centro-Oeste e a segunda maior do Brasil.
O evento tem origem na década de 1840, quando o casal de lavradores Ana Rosa e Constantino Xavier encontraram um medalhão com a figura da Santíssima Trindade no então arraial de Barro Preto e se iniciou um movimento de devoção àquela imagem. Com o passar dos anos, a romaria se consolidou e continuou se expandindo, tendo passado por um processo de institucionalização no final do século XIX e adaptando-se às ordens eclesiásticas no decorrer do século XX. Desde então, inúmeros templos de adoração ao Divino Pai Eterno foram construídos e tornaram-se símbolo da festa, como a Igreja Matriz de Trindade, o Santuário Basílica do Divino Pai Eterno e o Novo Santuário Basílica.
O sagrado e o profano confundem-se na celebração. Há, de um lado, a novena e a piedade popular, marcada pelo percurso dos romeiros pelas vias urbanas e rurais — com destaque ao desfile de carros de boi —, e, de outro, programas não religiosos, como a instalação de barracas comerciais, jogatinas e parques de diversão. Altamente rentável para a cidade de Trindade, em sua maior edição, em 2019, a Festa do Divino Pai Eterno recebeu mais de 3,2 milhões de turistas.

## História

### Descoberta do medalhão e primeiros anos da romaria
A história da Festa do Divino Pai Eterno remonta à década de 1840, quando o casal de lavradores Ana Rosa e Constantino Xavier encontraram, às margens de um córrego no arraial de Barro Preto, atual Trindade, um medalhão com a imagem da coroação de Virgem Maria pela Santíssima Trindade. A descoberta do ícone deu início a um movimento de devoção à figura do Divino Pai Eterno, que, gradativamente, se expandia e levava mais fiéis à região onde foi encontrado. O arraial estava situado no centro de Goiás e era, mais especificamente, freguesia da cidade de Campininha das Flores, que, anos depois, viria a ser Campinas, bairro de Goiânia. Inúmeros eram os deslocamentos de carros de boi vindos do interior do estado, transportando os sertanejos rumo à casa do casal aos sábados, marca da tradição rural já nos primeiros anos da romaria.
Com a rápida expansão do movimento, Ana Rosa e Constantino Xavier perceberam que não havia mais como reunir todos os romeiros em sua casa. Assim, ambos construíram um rancho que abrangia o córrego onde foi descoberto o medalhão e, em 1843, foi oficialmente realizada a primeira festa. A celebração, naquele ano, contou com missas e procissões, além da presença paralela do comércio, que buscava arrecadar fundos para a construção de uma capela onde permaneceria exposto o medalhão. O sagrado e o profano simultâneos — práticas religiosas e comerciais — perduraram no decorrer da história, mantendo-se como uma das principais características do evento. O deslocamento ritualístico de carros de boi, as músicas interioranas e a chegada dos fiéis ajoelhados também já eram presentes na primeira edição da festa.

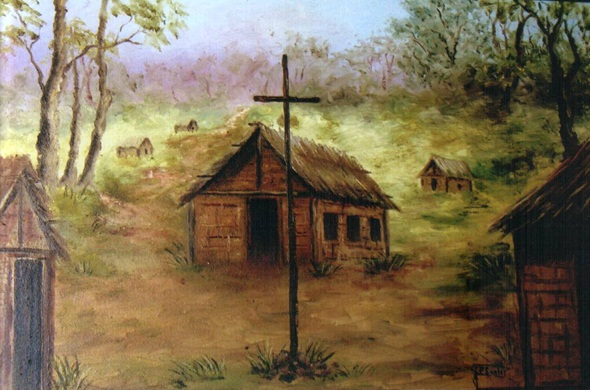
Capela construída por Ana Rosa e Constantino Xavier em 1848. Nela, estava exposto o medalhão encontrado pelo casal.

Em 1848, o casal de lavradores conseguiu erguer a capela desejada. A princípio, a capela, às margens do curso-d'água, era coberta com folhas de buriti. Tratava-se da primeira construção onde a figura da Santíssima Trindade ficaria à mostra para os devotos, transportada nas décadas seguintes para locais maiores. No mesmo ano, também se iniciou outra tradição: a festa transcorreria por nove dias, finalizando no primeiro domingo do mês de julho. Com esse intenso movimento de pessoas, a imagem do medalhão desgastou-se, e, em 1850, Constantino Xavier pediu ao escultor José Joaquim da Veiga Valle, de Pirenópolis, que produzisse uma réplica maior em madeira, também exposta ao público.
Outra capela, de alvenaria e coberta por telhas, foi concebida em 1866. Aos poucos, as construções do arraial acompanhava o crescimento do número de habitantes e de fiéis e a ampliação da romaria, por mais estradas e trilhos de Goiás, chamando cada vez mais pessoas à celebração anual. A Festa do arraial da Santíssima Trindade de Barro Preto, como era conhecida, avançava na segunda metade do século XIX, sob a permanência de ritos e superstições e a tradição da caminhada pelas terras goianas, com animais arreados, rosários, cruzes, bandeiras e seguidos pelas manifestações de piedade, registro de um catolicismo popular.

### Institucionalização e conflitos locais

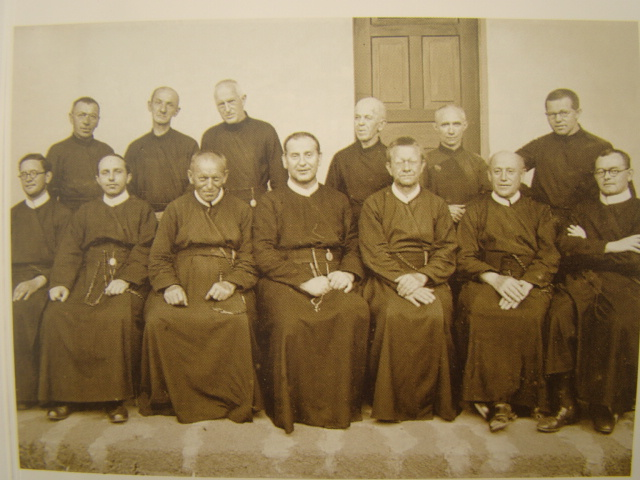
Missionários redentoristas alemães levados para o distrito de Barro Preto em 1894 para controlar as atividades religiosas.

Ao constar a propagação das práticas religiosas, inclusive a própria festa, o bispo Joaquim Gonçalves de Azevedo incentivou a construção de uma capela ainda maior em 1888, administrada por uma comissão de leigos. Esse grupo se autointitulou a Irmandade, responsável pela organização de programas festivos no arraial, como missas, novenas e feiras livres. A festa, a cada ano maior, presenciava a solenidade ritual e a devoção em torno da imagem do Divino Pai Eterno ao mesmo tempo em que comércios, jogos de azar, cantorias e danças ocorriam ao ar livre.
No entanto, após a nomeação do bispo Eduardo Duarte e Silva à Diocese de Goiás, a condução da festa sofreu algumas modificações. Estava por trás dessas mudanças o desejo de cristianizar a romaria e ter acesso ao dinheiro arrecadado no evento, decisões que entraram em conflito com a Irmandade e com lideranças locais. Os eventos profanos e o desconhecimento da quantia movimentada pelo arraial foram a justificativa de D. Eduardo para tentar transformar a piedade popular num processo de santificação.

Barro  Preto  insignificante  arraial  só  era  conhecido  pelos  muitos  milagres  que  a  simplicidade  do  povo,  atribuía  não  a  Deus  e  sim  (...)  aquêle grupo de pequenas imagens e até que eu lá instalace os Padres Redentoristas,  não  passava  de  um  lugar  onde  por  doze  dias  acodiam  negociantes   de   todo   o   Estado   de   Goiás,   boiadeiros,   mascates,   mulheres  de  má  vida,  circos  de  cavalinhos  e  milhares  de  supertições,  devotos  que  lá  iam  pagar  as  suas  promessas,  não  poucas  vêzes  feitas  para  obterem  de  Deus  cousas  contra  a  moral  Cristã:  Vinganças,  separações de casais, adulterios e etc.!
Quanta indecência! Quanta ignorância! Quanta ofença a higiene!

— D. Eduardo Duarte e Silva
Segundo o então bispo de Goiás, a dança, os jogos, as bebidas e a prostituição que marcavam a festa popular precisavam ser excluídos de uma celebração cristã e, para tanto, necessitava-se de uma extrema institucionalização, que colocava à frente da organização do evento nomes oficiais da igreja. O padre Francisco Inácio de Sousa foi nomeado por D. Eduardo para administrar a capela e os movimentos à sua volta, e missionários redentoristas naturais do estado de Baviera, na Alemanha, foram levados para Goiás após uma viagem do bispo a Roma. Dentre os alemães que mais se destacaram nas missões a que foram colocados estão Antão Jorge Hechensblarkner e Pelágio Sauter, que foram figuras importantes para o levantamento de construções maiores que a capela. Coube aos missionários, além de divulgar a voz do catolicismo aos moldes formais da igreja, controlar os cofres públicos do templo e da região.
Na edição de 1896, tornou-se mais evidente as mudanças promovidas por D. Eduardo. A atuação dos missionários e padres redentoristas refletiu-se numa programação festiva que contemplava apenas o lado solene, restringindo a atividade dos comércios e, por consequência, as atividades de lazer a que estavam acostumados os romeiros. Esse novo cenário acarretou o descontentamento daqueles que frequentavam a festa e levou a um decréscimo de participantes nos anos seguintes. Além disso, as imposições do bispo também desagradaram autoridades locais e conduziram ao enfrentamento direto entre D. Eduardo e coronel Anacleto Gonçalves de Almeida.
Por conta dos conflitos, o bispo assinou em 1900 o Interdito, que prescrevia a interrupção do evento. Após pressão popular e coronelista, a decisão foi revertida em 1903, e a festa voltou a ocorrer com a presença simultânea do comércio e das práticas religiosas.

### Expansão e amplitude nacional

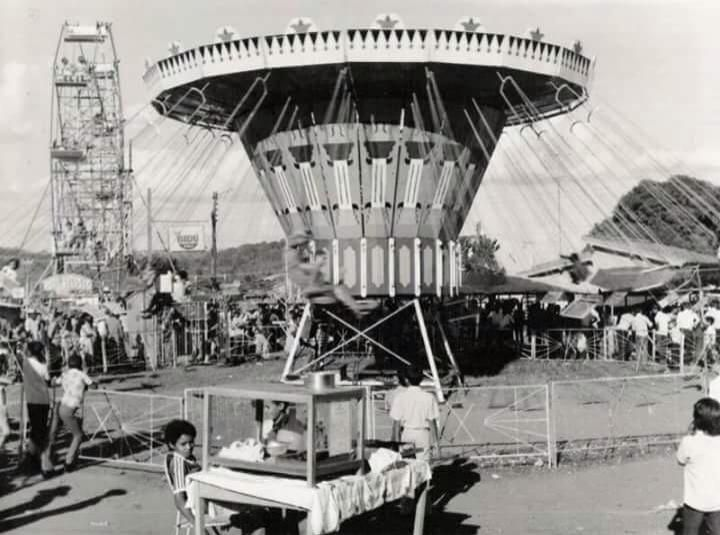
Parque de diversões erguido em uma das edições da festa nos anos 1950.

A ocupação desordenada e a população numerosa que transformaram a paisagem do pequeno arraial davam os contornos do que viria a ser a cidade de Trindade. Nos primeiros anos do século XX, a festa continuou se desenvolvendo e foi essencial para a fundação do município em 1920. A Igreja Matriz de Trindade, construída em 1912, no mesmo local onde fora erguida a primeira capela com folhas de buriti, torna-se símbolo principal da peregrinação, o ponto de chegada dos romeiros que partem rumo à devoção ao Divino Pai Eterno. Cerca de 15 mil pessoas compareciam à festa nesta época.
Tradicionalmente, homem e mulher sertanejos do interior de Goiás preparavam-se em maio e junho para a romaria e deslocavam-se em carros de boi pelas estradas em busca do sagrado. Outros preferiam chegar à região isolados ou em grupos menores, por caminhadas ou ajoelhados sem a boiada. Pouco a pouco, os modos de se chegar à atual Trindade diversificavam cada vez mais, sem perder as tradições. Nos nove dias que antecediam o primeiro domingo de julho, uma espécie de feira-festa instalava-se no território, mantendo as práticas religiosas, já centralizadas pela presença da igreja, ao lado da movimentação popular, que montava nas ruas barracas que comercializavam produtos extremamente variados, como comidas, bebidas, artigos religiosos e até eróticos.
Com o crescimento da peregrinação, outra instituição foi planejada para recepcionar os romeiros. Em 1946, foi lançada a pedra fundamental do Santuário Basílica do Divino Pai Eterno por ordens do arcebispo Emanuel Gomes de Oliveira; as obras, no entanto, começaram apenas em 1957 por determinação de D. Fernando Gomes dos Santos. Planejada para receber 10 mil pessoas, a igreja foi inaugurada em 1974, doze anos após o início de sua construção. Percebe-se, portanto, a adaptação da festa às ordens eclesiásticas no decorrer do século XX, mantendo o catolicismo popular. Neste período, muitas foram as associações religiosas firmadas em Trindade, como o Apostolado da Oração, a União Filhos de Maria e a Congregação Mariana.
No século XXI, a festa passou a receber mais destaque no âmbito nacional, atraindo turistas de outros estados e sendo noticiada e televisionada no Brasil e internacionalmente. Tendo em vista o crescimento exponencial, em 2004, autoridades religiosas fundaram a Associação Filhos do Pai Eterno (Afipe), interessada em agrupar devotos e disseminar práticas cristãs por meio de vários projetos, como a TV Pai Eterno. Em 2016, procurou-se recolher assinaturas de romeiros para a visita do papa Francisco ao Santuário. Em 2020, após décadas ininterruptas de realização, o evento foi cancelado em decorrência da pandemia de COVID-19. No ano seguinte, em 2021, com a permanência do período pandêmico, foi realizada virtualmente com programação reduzida.

## Programação

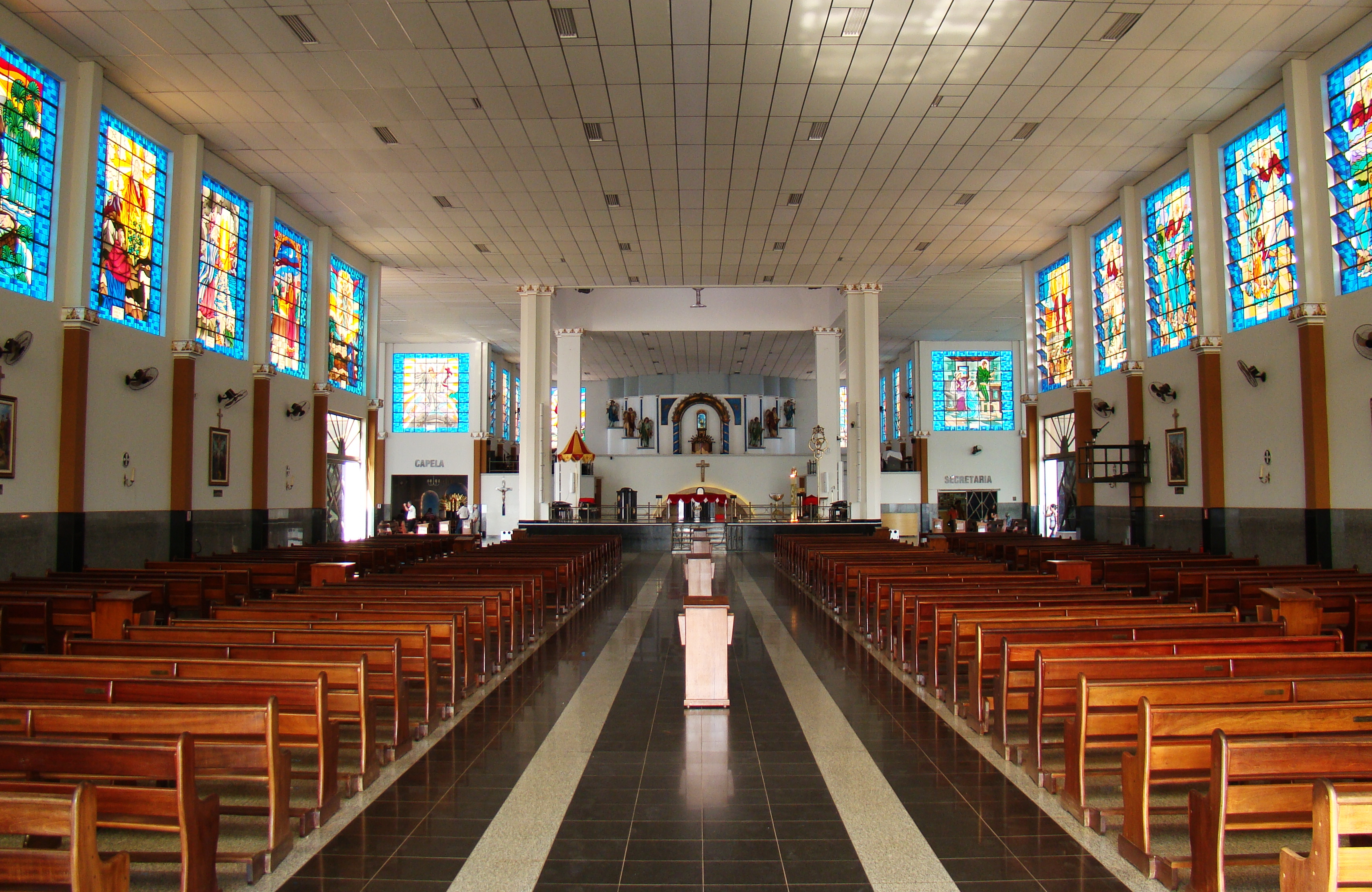
Inúmeras missas são realizadas no Santuário Basílica do Divino Pai Eterno durante a novena.

A cada ano, as atrações da Festa do Divino Pai Eterno modificam-se, mas algumas tradições são mantidas. Quanto às práticas religiosas, destaca-se a novena, conjunto de orações que se estendem por nove dias — neste caso, da última sexta-feira do mês de junho até o primeiro domingo de julho —, com missas em diferentes horários. A romaria, peregrinação católica, também é uma das principais características do evento. Diversos romeiros chegam de diferentes regiões do país à cidade, tendo como destino templos como a Igreja Matriz de Trindade e, principalmente, o Santuário Basílica do Divino Pai Eterno. Embora muitos sejam os meios de se chegar a Trindade, o percurso a pé pelas inúmeras vias urbanas e rurais de Goiás continua sendo o mais marcante, em especial atravessando a GO-060, popularmente conhecida como Rodovia dos Romeiros, via que conecta Goiânia a Trindade.
Uma das maneiras mais tradicionais de comparecer à festa é por meio de carros de boi. Desde o início da celebração, partir pelas estradas por vários dias exigia dos romeiros que procurassem formas de carregar abastecimentos, e a prática de arrear animais foi a alternativa mais estabelecida. Durante os nove dias de festa, centenas de carros de boi desfilam pelas ruas da cidade rumo ao Carreiródromo de Trindade, localizado no Parque Municipal Lara Guimarães, costume reconhecido pelo Instituto do Patrimônio Histórico e Artístico Nacional como Patrimônio Cultural do Brasil. Além do desfile, outras atrações ocorrem neste palco, como quadrilhas juninas e espetáculos musicais, com destaque aos cantores e às duplas sertanejas.

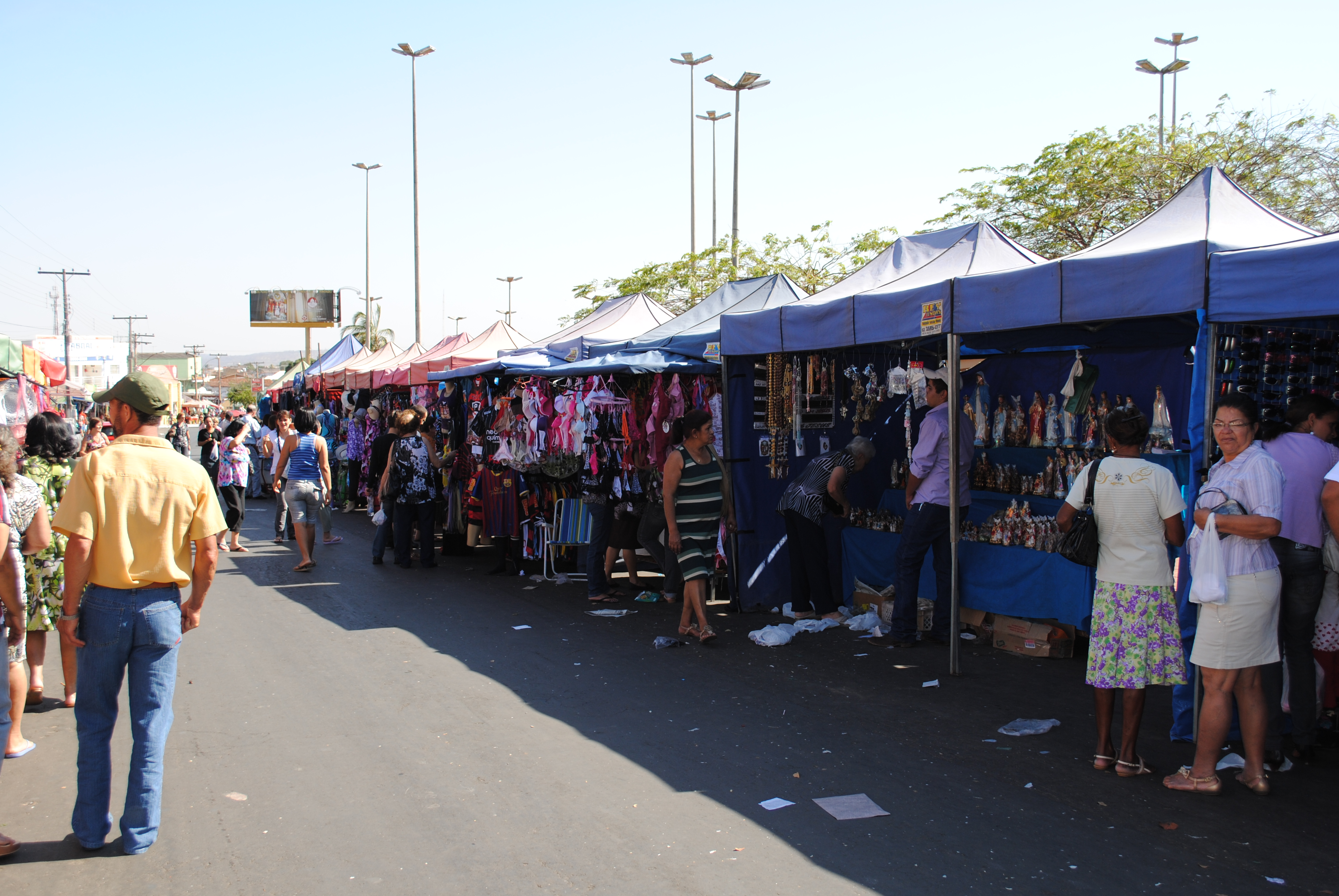
Além das práticas religiosas, barracas de comércio são instaladas nas ruas de Trindade durante a festa.

É comum também a instalação de barracas de comércio nas principais vias onde atravessam os romeiros. A composição de uma feira-festa é marcante no evento desde as primeiras edições, o que compreende a união do sagrado com o profano. Os produtos comercializados são bastante diversificados, e as barracas são montadas tanto por habitantes de Trindade como por turistas de outras cidades que se mobilizam pela projeção comercial disponibilizada. Destaca-se principalmente barracas de comidas e bebidas, com a venda de pastéis, churros e crepes, além de típicas da festa junina, como canjica e quentão, e típicas da culinária goiana, como pamonha e empadão. Existem também aquelas destinadas à venda de peças de vestuário, utilidades domésticas, produtos religiosos e brinquedos infantis. Ainda que a movimentação seja maior nos nove dias de festa, algumas barracas costumam aparecer de dez a quinze dias antes do início do evento, permanecendo até uma semana após seu término.
No evento, existem outros programas festivos, predominantemente noturnos, que se instalam nas ruas da cidade. Em algumas das barracas, são montados jogos diversos, seja para o público infantil, seja para o público adulto, como fliperama, bingo e tiro ao alvo. Há um parque de diversões que anualmente se estabelece na região central de Trindade, recebendo principalmente crianças e adolescentes.

## Alcance e repercussão
A Festa do Divino Pai Eterno e a história de Trindade confundem-se. O percurso constante em torno do antigo arraial de Barro Preto teve um impacto direto no modo geográfico como o município goiano se dispõe. Às margens do córrego, foram erguidos os primeiros edifícios que fortaleceriam a estrutura da cidade formalmente reconhecida desta forma em 1920. No decorrer dos anos, o trajeto dos romeiros continuou influenciando a ordenação da malha urbana de Trindade, com destaque ao desenvolvimento da região leste em intensa conurbação com Goiânia, principal caminho em direção à festa.
A expansão territorial do município está relacionada ao alcance cada vez maior que o evento atinge. Enquanto nos primeiros anos tratava-se de uma celebração local e restrita às comunidades do interior de Goiás, a festa chegou a receber mais de 3,2 milhões de romeiros na década de 2010. Já no século XX, a celebração consolidou-se como o maior evento religioso da Região Centro-Oeste e o segundo maior do Brasil, atrás apenas da estância turística de Aparecida. Registra-se que, em 1911, 5 mil pessoas compareceram ao evento, número que se elevou nas décadas seguintes: 20 mil em 1922; 100 mil em 1960 e 200 mil em 1970.